# Vrai programmeur
Le terme « vrai programmeur » est issu du folklore de la programmation informatique pour décrire le programmeur « pur et dur » typique. Un vrai programmeur méprise les outils modernes ou graphiques comme les environnements intégrés de développement ou les langages autres que le langage assembleur ou le code machine au profit de solutions plus directes et plus efficaces – langage de bas niveau plus proche du matériel.
Les caractéristiques déterminantes présumées d'un « vrai programmeur » sont extrêmement subjectives, différant avec le temps et le lieu, à la manière du sophisme « No true Scotsman ».

## Exemples
Le terme est utilisé dans des expressions caricaturales comme « Real Programmers don't use IDEs, they write programs using cat > a.out ».

## Modernisations du vrai programmeur
Chaque génération tend à faire varier le « vrai programmeur » au fil des évolutions. Par exemple, un jeune développeur Java peut se référer à un développeur utilisant le C comme un Vrai Programmeur. À leur tour, ces développeurs C se réfèrent à leurs devanciers en assembleur de la même manière.

## Historique
La version française la plus connue (voir « Manifeste » ci-après) oppose Pascal à FORTRAN, sans doute comme traduction de la version originale de 1982, Real Programmers Don't Use Pascal (en).
L'archétype du « vrai programmeur » est Mel Kaye de Royal McBee (en) Computer Corporation, qui est immortalisé dans The Story of Mel (en), l'une des plus fameuses histoires de la culture « hacker ».